# 斯蒂芬妮·克沃勒克
斯蒂芬妮·露易絲·克沃勒克（英語：Stephanie Louise Kwolek，1923年7月31日—2014年6月18日），美籍波蘭裔化学家，知名貢獻為發明超级强韧纤维克維拉，1995年入選全美發明家名人堂，在高分子化学領域獲得許多獎項，例如国家技术奖章，IRI成果奖和珀金獎章。

## 生平
她的父母是来自于波兰的移民，父亲John Kwolek在她10岁时去世，在小时候她经常和父亲一起探索自然世界。她认为她对科学的兴趣来自父亲，而对时尚的兴趣来自母亲。1946年斯蒂芬妮毕业于卡內基美隆大學的化学专业，她计划成为一名医生，希望从一份在化学相关领域的临时工作中赚到足够的钱负担医学院的学费。之后加入杜邦化工公司，她发现工作很有趣便决定留下来，而不再追求医疗事业，并且搬到了特拉华州威尔明顿。在杜邦公司她花了近九年时间研究出了克維拉。她的发明为她当时的雇主杜邦带来了数十亿美元的收入，但她从来没有从其中获得直接的经济收益。她在杜邦工作至1986年退休，任职长达40年。2014年6月18日因病去世，享年90岁。